# Vivienne Medrano
Vivienne Medrano (Frederick, 1992. október 28.), avagy VivziePop amerikai animátor, író, rendező, illusztrátor, képregényalkotó és szinkronszínésznő. Leginkább a Voltvalaki Hotel (Hazbin Hotel) és a Helluva Boss című felnőtteknek szánt animációs sorozatok alkotójaként ismert. 
(Webképregényt is írt ZooPhobia címmel.)

## Életútja

### Korai munkája
Medrano mielőtt csatlakozott volna a YouTube-hoz, az előtt 2011-ben segédmunkát végzett Zach Bellissimo Blanderstein c. horrorvígjátékában.
Vivienne 2012. szeptember 9-én indította el YouTube-csatornáját „VivziePop” néven, ezzel elkötelezett online közönséget épített ki, akik élvezték rajongói munkáját és eredeti alkotásait. 2013-ban elkezdett egy webképregényt ZooPhobia címmel , amely végül 2016-ig futott. Befejeződött, mert, hogy több időt akart szánni a Hazbin Hotel fejlesztésére.
Medrano 2013-ban rendezte első rövid animációs filmjét "Son of 666" címmel. Medrano 2014-ben mutatta be negyedik éves szakdolgozati filmjét "Timber" címmel, amiért Dusty díjat kapott. Medrano, Pitbull és Kesha daláról nevezte el a kisfilmet, és a kotta is tiszteleg a dal előtt. 2014 októberében kiadott egy animációs klipet Kesha "Die Young" c. dalához, amelyet 2019 októberére több mint 50 millióan néztek meg. Ennek eredményeként "viszonylag jól ismert" lett az interneten hála animációi és grafikáinak, amelyek egy részét megosztotta a csatornáján.
Medrano képzőművészeti alapképzést szerzett, és 2014 augusztusában diplomázott a School of Visual Arts művészeti iskolában. Két évig szabadúszó animátorként dolgozott. 2016-ig dolgozott ZooPhobia című webképregényén, amikor is befejezte, hogy figyelmét a Hazbin Hotelre összpontosítsa.

### SpindleHorse Toons
Medrano megalapította a SpindleHorse Toons animációs stúdiót, melynek keretében megjelent a Hazbin Hotel próbaepizódja, a Helluva Boss próbarész és első évada, valamint számos animációs rövidfilm. Medrano a SpindleHorse Toons rendezője, írója és karaktertervezője. A Cartoon Brew- nak adott interjújában azt mondta, hogy a Hazbin Hotel pilot-epizódjának nagy részét a Patreon pénzéből finanszírozták, nem pedig a YouTube algoritmusából származó bevételből. A Horseless Cowboy cég a Helluva Boss első évadában segített Medranónak a hangválogatásban, a hangrendezőként Richard Steven Horvitz volt. A Cartoon Brew az animációs indie siker mintapéldányának" nevezte.
2019. október 28-án a Hazbin Hotel pilot-epizódja megjelent Medrano YouTube-csatornáján. 2019 novemberében a Helluva Boss pilot-epizódja is megjelent. 2020 júliusában Medrano kiadott egy animációs klipet a Hazbin Hotel számára „Addict” címmel. 2020 augusztusában a Hazbin Hotelt egy tv-sorozatra vette fel az A24. Az Animation Magazine szerint az A24 "merész lépést" tett a sorozat felvételével. 2023-ban Ben Mitchell tudós úgy jellemezte a Medrano Hazbin Hotelt és a Helluva Boss-ját , mint a sorozatokat, amelyek „szenzációsan népszerűek”, és a Patreon hatékony felhasználása a show művészetének támogatására „havi részletezett kifizetésekkel”.
2020. szeptember 30-án Medrano kiadott egy animációs rövidfilmet "Bad Luck Jack" címmel, ZooPhobia c. webképregénye alapján. A rövidfilmet Ursa Major-díjra jelölték és elnyerték a "Legjobb drámai rövid mű" kategóriában. A rövidfilm az Ursa Major Award weboldalán az "Ajánlott antropomorf drámai rövid mű" kategóriában is felkerült.

### További munkája
2017 és 2019 között animátorként dolgozott Nico Colaleo-nak DreamWorksTV sorozatában, a Too Loudban. A sorozatban szerzett tapasztalatait "örömnek" nevezte. Karaktertervezőként is dolgozott a sorozatban. 2021 márciusában arról számoltak be, hogy partnere volt a Redefine Entertainmentnek, a Jairo Alvarado, Tony Gil és Max Goldfarb által alapított menedzsment társaságnak.

## Filmográfia

### Kisfilmjei
- Blanderstein – asszisztens
- Son of 666 – rendező
- Timber – rendező
- That's Entertainment (Hazbin Hotel próbarésze) – rendező
- Bad Luck Jack (ZooPhobia rövidfilm) – rendező

### Sorozatjai
- Too Loud (2017–2019) – animátor és karaktertervező
- Helluva Boss (2020– ) – rendező
- Voltvalaki Hotel (2024– ) – rendező

### Szinkronszerepei
- Too Loud (2017–2019) – Sarah
- Helluva Boss (2020– ) – Keenie, Deerie, Élelmiszerbolti pénztáros
- Ollie és Scoops (2019– ) – Poopsie St. Pierre
- Eddsworld (2021) – arcfestő (A "The Beaster Bunny" c. részben)

## Személye körüli viták, konfliktusok

### Szexuális bántalmazás támogatása
A Voltvalaki Hotelben a szexuális visszaélés kiemelt téma, amely a sorozat egyes szereplőit érintii. A sorozat szereplői között a szexuális zaklatás ábrázolásának és észlelésének módját kritizálták, mivel egyes szereplők időnként megdigmatizálják azt. Aztán kiderült, hogy Vivienne egy R2ninjaturtle nevű (Twitter) rajzművészt támogat, akit Tony Raphielle-nek hívnak, akinek Valentinoról és Angelről (akit az előbb említett karakter szexuálisan bántalmaz) vannak alkotásai, és aktívan támogatta ezt a kapcsolatot. Raphielle gyakran romantizálta és szexualizálta kapcsolatukat. Raphielle-ről kiderült, hogy Angel Dust Valentino szexuális zaklatásának jeleneteiben dolgozott/rendezte. Az eset az interneten terjedt el, és felkeltette a KiwiFarms figyelmét.
A Raphielle elleni állítások ellenére Vivienne továbbra is támogatja őt, azt állítva, hogy átlélte a szexuális zaklatást, és Raphielle mellé állt. Azonban az az állítás, hogy Raphielle szexuális erőszakot élt át hazugság.

## Fordítás
- Ez a szócikk részben vagy egészben  a   Vivienne Medrano című angol Wikipédia-szócikk fordításán alapul.  Az eredeti cikk szerkesztőit annak laptörténete sorolja fel. Ez a jelzés csupán a megfogalmazás eredetét és a szerzői jogokat jelzi, nem szolgál a cikkben szereplő információk forrásmegjelöléseként.
- Ez a szócikk részben vagy egészben  a(z)   Медрано, Вивьен című orosz Wikipédia-szócikk fordításán alapul.  Az eredeti cikk szerkesztőit annak laptörténete sorolja fel. Ez a jelzés csupán a megfogalmazás eredetét és a szerzői jogokat jelzi, nem szolgál a cikkben szereplő információk forrásmegjelöléseként.